# Beiluo (köpinghuvudort i Kina, Hebei Sheng, lat 38,71, long 114,86)
Beiluo är en köpinghuvudort i Kina. Den ligger i provinsen Hebei, i den norra delen av landet, omkring 190 kilometer sydväst om huvudstaden Peking. Antalet invånare är 50 949. Befolkningen består av 26 008 kvinnor och 24 941 män. Barn under 15 år utgör 21,0 %, vuxna 15-64 år 71 %, och äldre över 65 år 6,0 %.
Runt Beiluo är det tätbefolkat, med 849 invånare per kvadratkilometer. Närmaste större samhälle är Zhuanlu, 9,4 km sydost om Beiluo. Trakten runt Beiluo består till största delen av jordbruksmark.
Genomsnittlig årsnederbörd är 675 millimeter. Den regnigaste månaden är juli, med i genomsnitt 200 mm nederbörd, och den torraste är januari, med 3 mm nederbörd.